# آتلي هاغلوند
آتلي هاغلوند (بالنرويجية البوكمول: Atle Haglund)‏ هو متزلج سريع نرويجي، ولد في 10 أبريل 1964.